# Ağrı
Ağrı je město v Turecku, hlavní město stejnojmenné provincie ve Východní Anatolii. V roce 2009 zde žilo 99 276 obyvatel. Obyvateli města jsou především Kurdové. Město je pojmenováno podle nedaleké hory Ararat (turecky: Ağrı).